# Used and Abused: In Live We Trust
Used and Abused: In Live We Trust es un DVD de la banda sueca de  death metal melódico In Flames, lanzado el 18 de junio de 2005. Se lanzó también una edición limitada de dos discos, CD/DVD.

## DVD Disco 1

### En vivo en Sticky Fingers – 7 de septiembre de 2004 (90 minutos)
1. "F(r)iend" (Soundtrack To Your Escape)
2. "The Quiet Place" (Soundtrack To Your Escape)
3. "Dead Alone" (Soundtrack To Your Escape)
4. "Touch of Red" (Soundtrack To Your Escape)
5. "Like You Better Dead" (Soundtrack To Your Escape)
6. "My Sweet Shadow" (Soundtrack To Your Escape)
7. "Evil in a Closet" (Soundtrack To Your Escape)
8. "In Search for I" (Soundtrack To Your Escape)
9. "Borders and Shading" (Soundtrack To Your Escape)
10. "Superhero of the Computer Rage" (Soundtrack To Your Escape)
11. "Dial 595–Escape" (Soundtrack To Your Escape)
12. "Bottled" (Soundtrack To Your Escape)
13. "Behind Space" (Lunar Strain)
14. "Artifacts of the Black Rain" (The Jester Race)
15. "Moonshield" (The Jester Race)
16. "Food for the Gods" (Whoracle)
17. "Jotun" (Whoracle)
18. "Embody the Invisible" (Colony)
19. "Colony" (Colony)
20. "Pinball Map" (Clayman)
21. "Only for the Weak" (Clayman)
22. "Trigger" (Reroute To Remain)
23. "Cloud Connected" (Reroute To Remain)

### En vivo en Hammersmith, Londres – 27 de diciembre de 2004 (40 minutos)
1. "Pinball Map" (Clayman)
2. "System" (Reroute To Remain)
3. "Fuckin' Hostile (Pantera Cover) / Behind Space" (Lunar Strain)
4. "Cloud Connected" (Reroute To Remain)
5. "In Search for I"  (Soundtrack To Your Escape)
6. "The Quiet Place"  (Soundtrack To Your Escape)
7. "Trigger" (Reroute To Remain)
8. "Touch of Red"  (Soundtrack To Your Escape)
9. "My Sweet Shadow" (Soundtrack To Your Escape)

### Soundtrack Tour 2004
1. "Only For The Weak" (Clayman)
2. "Clayman" (Clayman)

### Vídeo escondido
1. "Episode 666" (Whoracle) En vivo en Sticky Fingers: Para poder ver este video es necesario pasar a la siguiente escena mientras se reproduce "Clayman" del "Soundtrack Tour 2004".

## DVD Disco 2

### En vivo en Madrid
1. "System" (Reroute To Remain)

### En vivo en Australia/Japón
1. "Dial 595 - Escape" (Soundtrack To Your Escape)

### Chequeo de sonido en Londres
1. "Dial 595 - Escape" (Soundtrack To Your Escape)
2. "Touch of Red" (Soundtrack To Your Escape)

### Videos musicales promocionales
1. "F(r)iend" (Soundtrack To Your Escape)
2. "My Sweet Shadow" (Soundtrack To Your Escape)
3. "Touch of Red" (Soundtrack To Your Escape)
4. "The Quiet Place" (Soundtrack To Your Escape)

### Jester TV – Universal Access (50 minutos)
- Todo acerca de IN FLAMES
- Entrevistas con los miembros de la banda
- Acerca de la presentación de Metallica en Madrid
- Detrás de cámaras del video musical de "The Quiet Place"
- Detrás de cámaras del video musical de "Touch of Red"
- Otros videos: "F(r)iend", "Evil In A Closet"
- Acerca del inicio del "Soundtrack" tour 2004
- Summer festival
- "Like You Better Dead" en Metaltown
- Acerca del tour Japonés
- Acerca del tour Australiano
- L.A. – Roxy
- Acerca del concierto en Hammersmith
- Acerca del tour de Judas Priest
- 666 en Scandinavium
- Detrás de los escenarios de la gira
- Acerca del concierto en Sticky Fingers

### Hidden Bonus Video
- "Borders And Shading": Para ver este video necesitas pasar a la siguiente escena cuando estes viendo "Dial 595 - Escape" de "Videos: Live in Australia/Japan".

### Material excluido
Durante la actuación en Hammersmith, In Flames también tocó: "Clayman," "Only For The Weak," y "Episode 666", los cuales no fueron incluidos en el DVD.

## CD Disco 1(En vivo en Hammersmith)
1. Pinball Map (4:29)
2. System (3:45)
3. Behind Space (3:30)
4. Cloud Connected (4:41)
5. In Search For I (3:33)
6. The Quiet Place (3:47)
7. Trigger (4:40)
8. Touch Of Red (3:20)
9. My Sweet Shadow (4:34)

## CD Disco 2 (En vivo en Sticky Fingers)
1. F(r)iend (3:26)
2. Dead Alone (3:17)
3. Like You Better Dead (3:38)
4. Evil In A Closet (3:51)
5. Borders And Shading (4:06)
6. Superhero Of The Computer Rage (4:02)
7. Dial 595-Escape (3:32)
8. Bottled (3:09)
9. Artifacts Of The Black Rain (3:08)
10. Moonshield (4:27)
11. Food For The Gods (4:09)
12. Jotun (3:36)
13. Colony (4:28)
14. Only For The Weak (4:52)

- Datos: Q3433929